# Deutscher Hermann

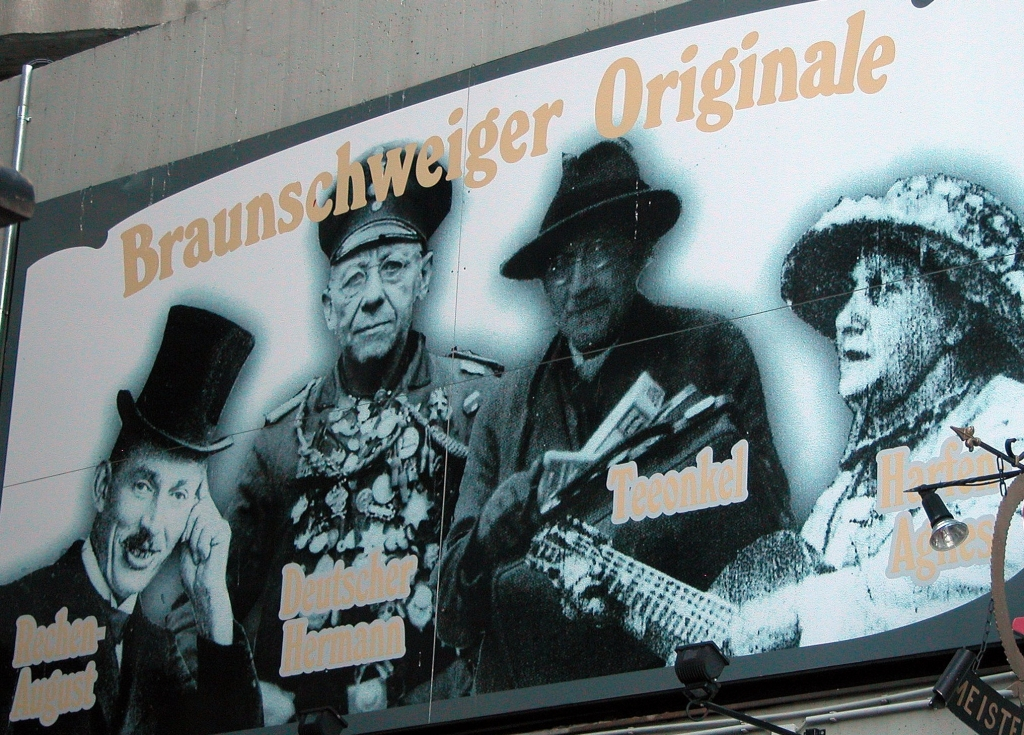
Braunschweiger Originale (v. l. n. r.): Rechen-August, Deutscher Hermann, Tee-Onkel und Harfen-Agnes.

Der Deutsche Hermann, mit bürgerlichem Namen Julius Skasa (* 21. April 1852 in Koblenz; † 16. Februar 1927 in Braunschweig), war eines von mehreren Stadtoriginalen im Braunschweig des ausgehenden 19. und beginnenden 20. Jahrhunderts. Sein „Markenzeichen“ war ein mit Orden, Ehrenzeichen und Bändern übervoll behängter Uniformrock, den er in der Öffentlichkeit trug.

## Leben

### Kriegsteilnehmer 1870/71
Julius Skasa war eines von vier Kindern des Koblenzer Oberzollinspektors Wilhelm Skasa. Nach einer Lehre als Schirmmacher besuchte er die Unteroffiziersschule in Jülich, trat danach in das Hanseatische Infanterieregiment 44 in Lübeck ein und nahm mit 18 Jahren am Deutsch-Französischen Krieg teil. Für seine Teilnahme an der Schlacht von Sedan erhielt er das Eiserne Kreuz 2. Klasse und wurde bis zum Feldwebel befördert. Nach dem Tod eines Soldaten, den Skasa angeblich zu verantworten hatte, wurde er aus der Armee entlassen, woraufhin sein Vater ihn verstieß. Ein Umstand, den Julius Skasa wohl nie überwunden hat.

### In Braunschweig
Nachdem er 1875 nach Braunschweig gekommen war, ließ er sich in der Stadt nieder und heiratete eine Polin. Ihnen wurden drei Mädchen geboren. Den Lebensunterhalt der Familie bestritt er als Scherenschleifer und Schirmmacher.

### „Deutscher Hermann“
Die Informationen, wann der als „höflich“ und „liebenswert“ beschriebene Zivilist Skasa schließlich begann, in der Öffentlichkeit in Uniform und mit zahllosen Orden und Ehrenzeichen behängt zu erscheinen, sind widersprüchlich. So behauptete eine seiner Enkelinnen, er habe erst nach dem Tod seiner Frau im Jahre 1924 – also erst knapp drei Jahre vor seinem eigenen Tod – damit begonnen und wollte damit nicht dem Militarismus oder der untergegangenen Wilhelminischen Epoche huldigen, sondern dies in ihrer militaristischen Übertriebenheit lächerlich machen. Einer anderen Quelle zufolge soll Skasa bereits in den 1890er Jahren begonnen haben, in Uniform und mit einer immer größer werdenden Zahl von Orden behängt öffentlich in Erscheinung zu treten. Das dadurch erzeugte negative Aufsehen führte schließlich dazu, dass er zwecks Untersuchung seines Geisteszustandes in die Heil- und Pflegeanstalt Königslutter eingewiesen wurde. Da er als „unschädlich“ eingestuft wurde, kam Skasa wieder frei.
Neben dieser Schrulle sammelte der „Deutsche Hermann“ in seinen letzten Lebensjahren nach dem Tod seiner Frau in der ganzen Innenstadt Zigarrenstummel und Zigarettenkippen. Diese brachte er nach Hause in die Friesenstraße 72, reinigte und trocknete sie, verpackte sie dann in kleine Päckchen und verschenkte sie an Rentner – meist Kriegsinvaliden.

## Nachleben

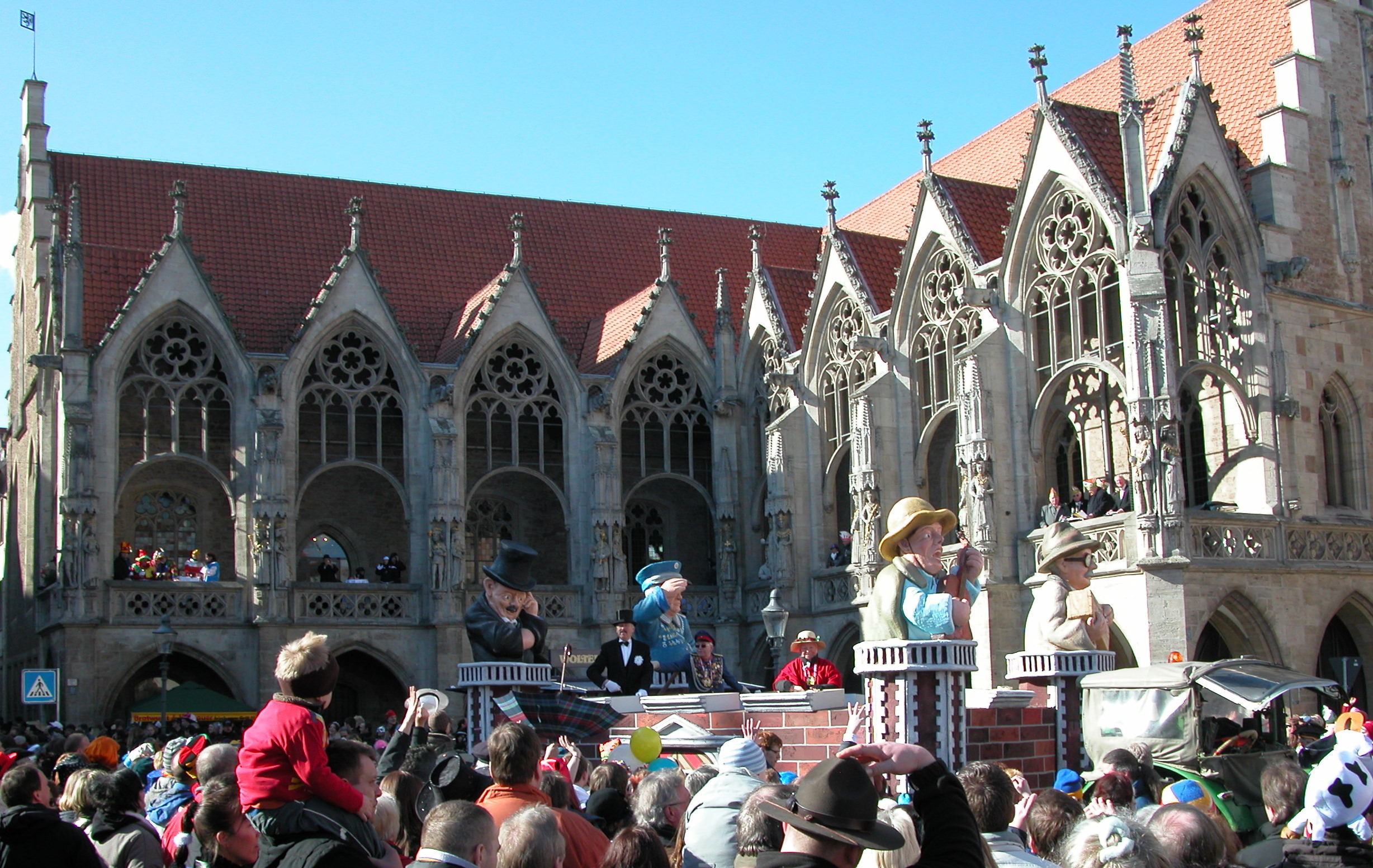
Schoduvel 2011: Ein Wagen auf dem Altstadtmarkt (im Hintergrund das Altstadtrathaus) mit den vier bekanntesten Braunschweiger Stadtoriginalen: (v. l. n. r.) Rechen-August, Deutscher Hermann, Harfen-Agnes und der Tee-Onkel.

Der „Deutsche Hermann“ zählt zusammen mit Harfen-Agnes, Rechen-August und Tee-Onkel zu den – auch heute noch – bekanntesten Originalen der Stadt Braunschweig.